# Disocactus
Ne doit pas être confondu avec Discocactus.
Genre
Classification phylogénétique
Disocactus est un genre de plantes à fleurs  de la famille des cactacées. Ce sont des plantes grasses épiphytes originaires du Mexique.
Les Disocactus incluent souvent aussi les Pseudorhipsalis.

## Liste d'espèces
- Disocactus ackermannii
- Disocactus aurantiacus
- Disocactus cinnabarinus
- Disocactus flagelliformis
- Disocactus kimnachii
- Disocactus martianus
- Disocactus phyllanthoides
- Disocactus schrankii
- Disocactus speciosus

## Synonymes
- Aporocactus Lem.
- Aporocereus Fric & Kreuz.
- Bonifazia Standl. & Steyerm.
- Chiapasia Britton & Rose
- Disisocactus Kunze (orth. var.)
- Disocereus Fric & Kreuz.
- Lobeira Alexander
- Mediocereus Fric & Kreuz.
- Nopalxochia Britton & Rose
- Pseudonopalxochia Backeb.
- Trochilocactus Linding.
- Wittia K.Schum.
- Wittiocactus Rauschert